# Naturwald Rodachhänge
Der Naturwald Rodachhänge ist ein Naturwald im Frankenwald, der sich über eine Fläche von etwa 176 Hektar erstreckt. Das Schutzgebiet liegt in Steinwiesen, einem Markt im oberfränkischen Landkreis Kronach, grob zwischen Geroldsgrün im Osten sowie Ködelberg im Westen. Ausgewiesen im Jahr 2022, zählt es zu den bedeutendsten Schutzgebieten in Oberfrankens. Außerdem ist der Naturwald Teil des Geroldsgrüner Forstes.

## Geographische Lage
Der Naturwald Rodachhänge erstreckt sich knapp zwei Kilometer südlich der bayerisch-thüringischen Grenze im Frankenwald. Er setzt sich aus drei unterschiedlich großen Teilflächen zusammen, die durch schmale Streifen voneinander getrennt sind und eine Breite von weniger als einem Kilometer aufweisen. Diese Rodachhänge sind Teil des FFH-Gebiets Täler und Rodungsinseln im Frankenwald mit Geroldsgrüner Forst. Umgeben ist das Gebiet von den Ortschaften Steinwiesen, Neumühle, Stoffelsmühle, Nordhalben und Silberstein. Die Namensgebung des Naturwalds erfolgt durch die Rodach, die westlich des Gebiets fließt. Er liegt eingebettet in einen großen Staatswaldkomplex im Geroldsgrüner Forst.

## Schutzstatus und Geschichte
Naturwaldreservate und Naturwälder unterliegen, abgesehen von notwendigen Maßnahmen des Waldschutzes und der Verkehrssicherung, keiner Bewirtschaftung oder Holzentnahme. Im Zuge des Volksbegehren „Artenvielfalt & Naturschönheit in Bayern“ 2019 beschloss die Bayerische Staatsregierung, 10 % des Staatswaldes aus der Nutzung zu nehmen. Dieses Gebiet wurde als Teil dieser Maßnahme zum Schutzgebiet erklärt.

## Charakteristik
Der Naturwald ist hauptsächlich von Buchenwäldern geprägt, aber in den steilen Hängen der Kerbtäler dominieren andere Laubbaumarten wie Eschen, Ahorne und Ulmen. Man findet auch vereinzelt Fichten und selten sogar Tannen in diesem Gebiet. Verschiedene Waldtypen sind hier vertreten, darunter Waldmeister-Tannen-Buchenwälder, sowohl in montanen Höhenlagen als auch mit Hainsimsen-Tannen-Buchenwäldern. Zudem gibt es Schlucht- und Hangmischwälder sowie Weichholzauwälder mit Erlen, Eschen und Weiden. Der Naturwald zeichnet sich durch eine reichhaltige Struktur aus, in der Totholz und spezielle Biotopbäume eine Vielzahl von Lebensräumen schaffen. Dies bietet Lebensraum für verschiedene Arten, darunter die Wildkatze, Feuersalamander, Schwarzspecht, Schwarzstorch, Raufußkauz, Sperlingskauz, Zwergschnäpper, Mondviole, Wald-Geißbart sowie verschiedene Fledermausarten wie das Große Mausohr und die Mopsfledermaus. Zusätzlich beherbergt der Naturwald eine Vielfalt von über 400 Nachtfalterarten.

## Naturwaldreservate und Naturschutzgebiete
Teil des Naturwaldes sind die beiden Naturwaldreservate Schmidtsberg und Rainersgrund sowie das Naturschutzgebiet Buchenhänge und Schmidtsberg. Das Naturwaldreservat Rainersgrund liegt an einem Südhang oberhalb des Rainersgrundbachs und ist die südlichste Teilfläche des Naturwaldes. Anders als die vorherrschende Nadelholzbewaldung im Frankenwald findet man hier Buchenmischwälder mit einem hohen Anteil an Bergahorn, charakteristisch für die Waldgesellschaft des Hügelland-Waldmeister-Buchenwaldes. Im Frühjahr blühen Mondviolen, während Feuersalamander und Wildkatzen die luftfeuchten Buchenwälder des Frankenwaldtälchens durchstreifen. Der Holzvorrat in diesem Reservat beträgt 820 Vfm/ha und die Hauptbaumarten sind Buche (86 %) und Bergahorn (11 %).
An der östlichen Grenze der mittleren Teilfläche des Naturwaldes liegt das Naturwaldreservat Schmidtsberg. Charakteristisch für dieses Gebiet sind steile Täler, in denen gelegentlich Felsbänder aus Schiefern und Grauwacken auftreten. Diese Formationen, zusammen mit den zahlreichen tief eingeschnittenen Bächen, verleihen der Landschaft ein abwechslungsreiches Relief. Der dominante Baumbestand im Naturwaldreservat sind Buchenmischwälder, die von einer vielfältigen Krautschicht begleitet werden. Unter den Bewohnern dieser Wälder sind Spechte sowie Tiere, die Höhlen nutzen, wie die Hohltaube, der Raufußkauz und der Sperlingskauz. Zudem dient dieser Lebensraum auch der Wildkatze. Der Holzvorrat beträgt 667 Vfm/ha und der Hauptbaum ist mit 84 % die Buche.